# Puente de San Rafael (Córdoba)
El puente de San Rafael de Córdoba (España) es un puente sobre el río Guadalquivir formado por ocho arcos de 25 metros de luz y con una longitud entre estribos de 217 metros. La anchura es de 18,5 metros entre pretiles, distribuidos en 12 metros de calzada adoquinados para cuatro circulaciones y dos aceras losadas de hormigón . El ingeniero de Caminos, Canales y Puertos que lo diseñó y proyectó, fue Santiago García Gallego, natural de La Solana (Ciudad Real).

## Historia y descripción
Este puente fue inaugurado el 29 de abril de 1953 por el general Francisco Franco siendo Antonio Cruz Conde alcalde de la ciudad. Este puente fue el segundo puente que tuvo Córdoba después del puente Romano uniendo la avenida del Corregidor con la plaza de Andalucía.
En enero de 2004, desaparecen las placas conmemorativas con las que contaba el puente donde podía leerse: «S.E. el Jefe del Estado y Generalísimo de los Ejércitos, Francisco Franco Bahamonde, inauguró este puente del Guadalquivir el 29 de abril de 1953», que se encontraban en cada una de las entradas del puente, cada una en su propia dirección.
El 29 de junio de 2004, el Ministerio de Fomento licitó las obras de reparación del puente por valor de 977.579,75€ que se culminan en el año 2006.